# 哈尔德贝赫
哈尔德贝赫（荷蘭語：Halderberge，荷蘭語發音：[ˈɦɑldərˌbɛrɣə] ⓘ）是荷蘭北布拉班特省的一個市鎮，位於荷蘭南部。市鎮中人口最多的城镇是奥登博斯（Oudenbosch），人口13,110人。

## 外部連結
- 维基共享资源上的相關多媒體資源：哈尔德贝赫
- Official website（页面存档备份，存于）